# Arlanka
Arlanka (biał. Арлянка; ros. Орлянка) – wieś na Białorusi, w obwodzie mohylewskim, w rejonie mohylewskim, w sielsowiecie Siemukaczy, nad Arlanką.